# Confrontos entre Etiópia e Sudão em 2020–2021
Os confrontos entre Etiópia e Sudão em 2020–2021 começaram na área de Abu Tyour ao longo da controversa fronteira Etiópia-Sudão em 15 de dezembro de 2020  entre as Forças Armadas Sudanesas e a Força de Defesa Nacional da Etiópia.  Em 11 de janeiro de 2021, a Etiópia acusou as forças sudanesas  de invadir uma área de fronteira contestada que foram objeto de confrontos letais nas últimas semanas. O Sudão respondeu condenando o que chamou de agressão etíope.

## Antecedentes
Em 1902, o Sudão governado pelos britânicos e o Império Etíope assinaram um tratado para demarcar adequadamente a fronteira, mas falhou porque algumas áreas ao longo da fronteira foram deixadas sem solução.  Tanto no tratado de 1902 quanto em um tratado posterior de 1907, a fronteira internacional corre para o leste, o que significa que o território de al-Fashaga é sudanês, porém os etíopes já haviam colonizado a área e já cultivavam lá junto com o pagamento de impostos ao governo etíope.
Após a Guerra Eritreia-Etíope, a Etiópia e o Sudão iniciaram conversações há muito adormecidas para definir a localização exata de sua fronteira de 744 km (462 milhas). Com a área mais difícil de ajustar sendo a região de al-Fashaga. 
Em 2008, chegaram a um compromisso. A Etiópia concordou em que a região de al-Fashaga fosse separada do Sudão, mas os etíopes ainda teriam permissão para continuar vivendo lá sem serem perturbados. 
Depois que a Frente de Libertação do Povo Tigray (FLPT) foi removida do poder em 2018, os líderes éticos amharas rejeitaram o acordo como uma barganha secreta e disseram que não foram devidamente consultados quando o acordo foi feito. 

## Confrontos

### 2020
Em 15 de dezembro, milícias etíopes supostamente apoiadas pelo governo etíope emboscaram vários oficiais militares sudaneses, matando quatro deles. Mais tarde naquele dia, o primeiro-ministro sudanês, Abdalla Hamdok, declarou estar preparado para "repelir" a agressão militar. Já lidando com uma guerra no norte da Etiópia, o primeiro-ministro etíope, Abiy Ahmed, tentou controlar a situação dizendo: "Esses incidentes não quebrarão o vínculo entre nossos dois países, pois sempre usamos o diálogo para resolver questões".
A situação tornou-se mais belicosa quando o Sudão começou a mobilizar soldados para a fronteira contestada e, no dia de Ano Novo, afirmou ter recapturado todas as aldeias da região. Em resposta, o chefe militar etíope, general Birhanu Jula, disse: "Nossos militares estão engajados em outro lugar, eles se aproveitaram disso. Isso deveria ter sido resolvido amigavelmente. O Sudão precisa escolher o diálogo, pois há terceiros que querem ver nossos países divididos." (quando disse "terceiros", referiu-se ao Egito).
Em 28 de dezembro, o Sudão alegou ter capturado as aldeias de Asmaro, Lebbaki, Pasha, Lamlam, Melkamo, Homens, Ashkar, Arqa, Umm Pasha Teddy. No total, capturou onze assentamentos controlados por milícias etíopes. O Sudão também afirmou ter capturado a cidade de Lilli das forças e milícias amharas. Lilli é o lar dos comandantes do exército amhara, grandes comerciantes e fazendeiros. No total, mais de mil agricultores etíopes vivem lá. 

### 2021
Em 3 de janeiro de 2021, o Sudão capturou 45 combatentes da Frente de Libertação do Povo Tigray que cruzaram para o Sudão. 
O representante do exército sudanês afirmou que restauraria al-Fashqa, ocupada pelos etíopes do grupo étnico amhara.
Em 14 de fevereiro, o Sudão afirmou que soldados etíopes entraram em seu território. O Ministério das Relações Exteriores da Etiópia disse que o Sudão tem saqueado e desalojado cidadãos etíopes desde 6 de novembro de 2020 e que o exército sudanês deve evacuar a área que ocupou à força. A Etiópia também acusou o Sudão de entrar em seu território.
Em 20 de fevereiro, o Ministério das Relações Exteriores do Sudão alegou que as forças da Eritreia haviam entrado na região de al-Fashaqa com as forças etíopes. Quatro dias depois, em 24 de fevereiro, a Eritreia negou o envolvimento de suas forças nas tensões na fronteira entre o Sudão e a Etiópia. 
Em 23 de fevereiro, a Etiópia pediu ao Sudão que retirasse suas tropas da área de fronteira disputada antes que as negociações de paz pudessem começar. A porta-voz do Ministério das Relações Exteriores da Etiópia, Dina Mufti, disse que a Etiópia não quer entrar em conflito com o Sudão novamente. Também disse que a Etiópia desejava retornar ao compromisso de 2008, que permitiria que as tropas etíopes e civis entrassem na região sem serem perturbadas, e que terceiros pressionaram o Sudão a entrar em conflito com a Etiópia.  No mesmo dia, o Sudão declarou que não retiraria suas tropas da região de fronteira e disse que o destacamento do exército sudanês na faixa de fronteira com a Etiópia é uma decisão final e irreversível. 
Em 2 de março, o exército sudanês continuou a atacar o último reduto etíope de Bereket na disputada região fronteiriça de al-Fashaga contra as forças apoiadas pela Etiópia. Nesse ínterim, o Sudão afirmou que as forças da Eritreia estavam ajudando os etíopes. 